# Travis Pastrana

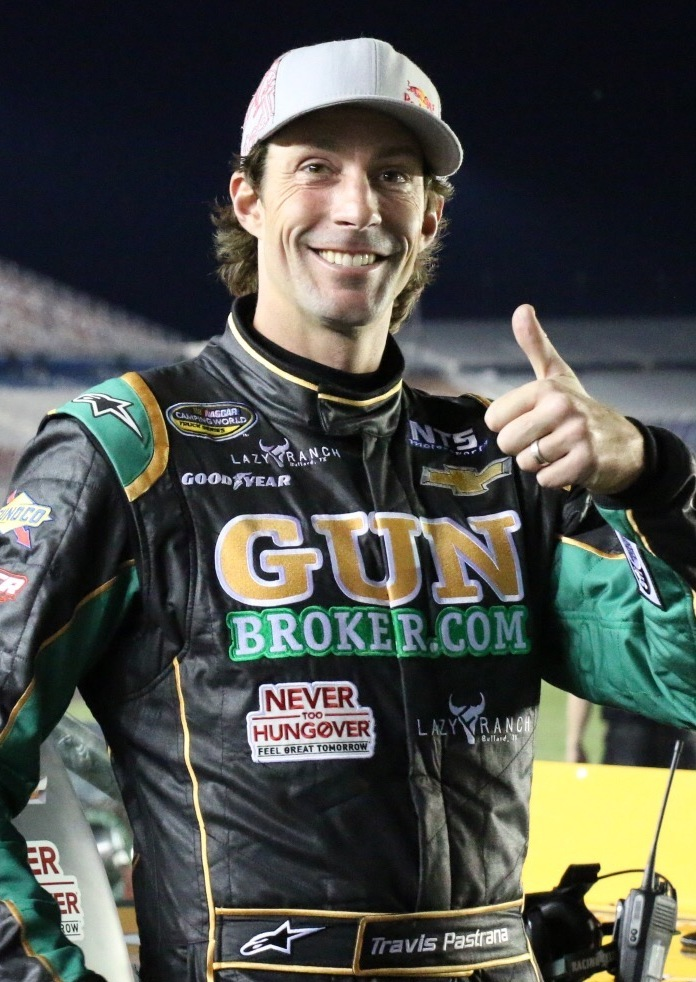
Travis Pastrana (2015)

Travis Pastrana (* 8. Oktober 1983 in Annapolis in Maryland) ist ein US-amerikanischer Motocross- und Freestyle-Motocross-Fahrer, Rallye- und Rallycross-Pilot, sowie jeweils mehrfacher Meister und Goldmedaillengewinner bei den X-Games.

## Motocross
Sein erstes Motorrad, eine Yamaha PW50, hat er im Alter von drei Jahren bekommen. Er wurde schnell berühmt und entdeckte schon in jungen Jahren seine Freude an Freestyle Motocross. Bei den X-Games 2006 gelang es ihm, als erster Mensch einen Double Backflip mit dem Motorrad zu landen. Dieser Stunt stellte im Freestylemotocross eine vergleichbare Sensation dar, wie es einst beim 900 von Tony Hawk im Skateboarden der Fall war.
Das Red Bull X-Fighters Finale am 27. Juli 2007 in der Stierkampfarena Las Ventas in Madrid war das letzte FMX-Event, an dem Travis vor seinem zwischenzeitlichen Rücktritt vom Motocross teilnahm. Er gewann dort erneut.
Erst drei Jahre später feierte er mit einem Sieg bei den X-Games XVI sein Comeback im Freestyle Motocross. Das bemerkenswerte daran war, dass er bereits vor seinem dritten Lauf als Sieger feststand und es sich trotzdem nicht nehmen ließ, diesen für die Fans mit einem Double Backflip zu krönen, den er damit nach 2006 zum zweiten Mal in einem Wettkampf zeigte.

## Rallye und Rallycross
Bei den X-Games 2006 trat zudem ein anderes Talent von Pastrana ans Tageslicht: In der Kategorie Rallye nahm er neben Colin McRae eine Hauptrolle ein, indem er mit einer bis dahin überlegenen Zeit enormen Druck auf den Schotten aufbaute, der in einen Fehler McRaes und damit in den Erfolg Pastranas mündete. Zwar war Experten schon länger bekannt, dass er auch im Rallyesport eine Zukunft hätte, so war er davor im Race-of-Champions-Team der USA und Teilnehmer in diversen Rallye-Wettbewerben, dennoch war dies der erste publikumswirksame Triumph in dieser Sportart. In den Vereinigten Staaten zählt er zur Elite, seit er 2007 den nationalen Titel holte. Ein Höhepunkt war die Teilnahme an der WRC-Rallye Großbritannien desselben Jahres.
Zur Jahreswende 2009/10 sprang er mit anschließender Landung in einem Subaru Impreza in Long Beach (USA) einen neuen Weltrekord (82 Meter) – zuvor lag der Weltrekord für einen Sprung mit anschließender Landung bei 52 Meter.
Bis Ende 2010 fuhr Pastrana für das Subaru Rally Team USA, unter anderem auch Rallycross-Rennen. Wie früher auf dem Motorrad bevorzugte er stets die Startnummer 199.
2011 sollte Pastrana in der NASCAR Nationwide Series an der Seite von Michael Waltrip elf Saisonrennen für das Toyota-Team Pastrana-Waltrip Racing bestreiten, in das er sich Ende 2010 eingekauft hatte. Dies war ihm jedoch aufgrund einer Verletzung bei den X Games XVII nicht möglich.
2012 fuhr Pastrana als Dodge-Werksfahrer einen etwa 500 PS starken Dodge Dart mit Allradantrieb in der US-amerikanischen Global Rallycross Championship (GRC), in deren Rahmen er auch an den X Games 18 in Los Angeles teilnahm.
Erneut für das Subaru Rally Team USA, gewann Pastrana 2017 die „New England Forest Rally“. Gemeinsam mit seinem polnischen Beifahrer Grzegorz Dorman erreichte er in einem Subaru WRX das Ziel vor dem Zweitplatzierten David Higgins, der das Rennen ebenfalls in einem Subaru WRX bestritt.

## TV
Pastrana ist in den zahlreichen Crusty-Filmen vertreten, und es wurde sogar ein Video speziell über ihn mit dem Titel Revelation of 199 gedreht. Darüber hinaus hat er mit seinem Kollegen Gregg Godfrey seine eigene Filmreihe Nitro Circus, in der er und Freunde aus unterschiedlichen Sportarten ihr Können zur Schau stellen.
Anfang Juni 2011 machte Pastrana seiner Freundin, der Skateboarderin Lyn-Z Adams Hawkins, während einer Show des Nitro Circus einen Heiratsantrag, den diese annahm.